# Ignacio Ramírez (Fußballspieler)
Ignacio Ramírez ist ein ehemaliger mexikanischer Fußballspieler auf der Position eines Verteidigers. In den 1970er Jahren gehörte er zur Stammformation von Atlético Español und gewann mit dem Verein in der Saison 1975/76 den CONCACAF Champions Cup.
1979 wechselte er zum CD Tampico und stand in der darauffolgenden Saison 1980/81 beim Puebla FC unter Vertrag, bevor er nach Tampico zurückkehrte und seine Fußballerlaufbahn in der Saison 1981/82 ausklingen ließ.